# Nephridiacanthus
Genre
Synonymes
- Nephridiorhynchus Meyer, 1931

Nephridiacanthus est un genre d'acanthocéphales de la famille des Oligacanthorhynchidae.

## Écologie
Au stade adulte, ils parasitent l'intestin des mammifères entomophages de l'Ancien Monde, dont les hôtes intermédiaires sont des coléoptères (surtout des ténébrionides) ou des isoptères. Les hôtes d'attente sont des reptiles, voire des oiseaux ou d'autres mammifères.

## Description et caractéristiques
Corps de taille grande à très grande, légèrement aplati latéralement. Canaux principaux du système lacunaire dorsal et ventral, unis par des anastomoses transversales. Proboscis sphéroïdal, s’invaginant en bloc dans le réceptacle. Volumineuse papille sensorielle apicale, deux papilles sensorielles plus petites sur les faces latérales du cou mais pouvant se déplacer et être placées sur le proboscis lui-même parmi les crochets. Réceptacle du proboscis inséré à l’intérieur même du rostre. Lemnisci aplatis, à gros canal axial, contenant trois ou quatre noyaux géants sphéroïdaux. Testicules placés dans la moitié postérieure du tronc, huit glandes cémentaires éloignées des testicules, allongées en massue, contenant des noyaux géants soit sphéroïdaux, soit amœboides, soit même amitotiquement fragmentés. Protonéphridies présentes de type capsulaire, se déversant dans une sorte de vessie, avec canal cilié en avant de la papille génitale. Cloche utérine présentant parfois des diverticules basaux. Embryophores à coque externe épaisse et sculptée d’ornements vermiculés.

## Liste des espèces
Selon ITIS (14 mars 2020) :
- Nephridiacanthus gerberi Baer, 1959
- Nephridiacanthus kamerunensis Meyer, 1931
- Nephridiacanthus longissimus Golvan, 1962
- Nephridiacanthus major (Bremser, 1811)
- Nephridiacanthus manisensis Meyer, 1931
- Nephridiacanthus maroccanus Dollfus, 1951
- Nephridiacanthus palawanensis (Tubangui & Masilungan, 1938)
- Nephridiacanthus thapari (Sen & Chauhan, 1972)